# Rifugio Marco e Rosa
Il rifugio Marco e Rosa (in forma completa, rifugio Marco e Rosa De Marchi - Agostino Rocca) è un rifugio alpino situato nel comune di Lanzada (SO), in Valmalenco, nel versante italiano del massiccio del Bernina, alla "Forcola di Cresta Guzza", a 3.609 m s.l.m.

## Storia
Il primo edificio è stato costruito nel 1913 su iniziativa e finanziamento dei coniugi Marco De Marchi e Rosa Curioni con il significativo contributo nell'organizzazione generale da parte dell'alpinista Alfredo Corti grande amico personale di Marco e Rosa. L'edificazione del rifugio, intitolato ai coniugi De Marchi, vide la partecipazione di numerose guide alpine tra cui Christian Klucker, dell'impresa costruttrice svizzera Issler e di numerose maestranze italiane. Il De Marchi, nel suo discorso di inaugurazione, sottolinea che la nascita del rifugio Marco e Rosa, che sorge al confine tra Svizzera e Italia, è frutto della collaborazione tra le popolazioni dei due Paesi, ed è segno tangibile di «pace feconda dell'avvenire».
Nel 1964 il Club Alpino Italiano della Valtellina costruì un fabbricato più ampio qualche metro a monte dell'originale. Il rifugio attuale è stato inaugurato nel 2003 su ristrutturazione di quello del 1964 mentre il rifugio del 1913 ha assunto una funzione di deposito e di locale invernale sempre aperto.

## Caratteristiche e informazioni
Il rifugio ha una capienza di 48 cuccette ed una superficie di 137 metri quadrati. La vecchia capanna ha una capienza di 38 posti invernali. È aperto nei mesi di aprile e maggio per lo sci alpinismo e dal 1º luglio al 20 settembre per le attività estive. Il rifugio "vecchio" è sempre aperto come bivacco invernale e come rifugio estivo. Proprietario del rifugio è il CAI sezione di Sondrio.

## Accessi
- Dal rifugio Marinelli Bombardieri, attraverso la vedretta di Scerscen superiore e parte finale su rocce attrezzate con corde metalliche fisse.
- Dal rifugio Diavolezza (Svizzera) attraverso la cresta rocciosa del "Fortezza" (II grado) e il ghiacciaio Morteratsch.

## Ascensioni
- Pizzo Bernina (4.050 m s.l.m.)
- Piz Roseg (3.936 m)
- Gemelli (3.954 m)
- Cresta Aguzza (3.869 m)
- Piz Argient (3.945 m)
- Piz Zupò (3.996 m)
- Piz Palü (3.901 m)